# Plantago pyrophila
Plantago pyrophila är en grobladsväxtart som beskrevs av Villarroel och J.R.I.Wood. Plantago pyrophila ingår i släktet kämpar, och familjen grobladsväxter. Inga underarter finns listade i Catalogue of Life.